# Coinbase (Unternehmen)
Coinbase Global, Inc. ist eine US-amerikanische Aktiengesellschaft, die eine Handelsplattform für Kryptowährungen betreibt. Über Coinbase können Kryptowährungen wie Bitcoin, Ethereum, Ethereum Classic, Bitcoin Cash, XRP, Litecoin und viele weitere, gehandelt und in offizielle Währungen, wie US-Dollar und Euro, getauscht werden.

## Geschichte
Coinbase wurde am 1. Juni 2012 durch Brian Armstrong und Fred Ehrsam gegründet. Das Unternehmen ist im Sommer 2012 im Rahmen eines Wettbewerbs von Y Combinator entstanden. Y Combinator ist ein Gründerzentrum (englisch startup incubator), aus dem unter anderem auch reddit oder Airbnb hervorgegangen sind. Der Sitz des Unternehmens ist in San Francisco, Kalifornien, Vereinigte Staaten. Armstrong war vorher als Entwickler bei Airbnb tätig und Ehrsam als Devisenhändler bei Goldman Sachs.
Im Mai 2013 erhielt Coinbase in einer ersten Finanzierungsrunde Wagniskapital in Höhe von 5 Millionen US-Dollar von dem US-amerikanischen Risikokapitalgeber Fred Wilson.
In einer zweiten Finanzierungsrunde im Dezember 2013 sammelte das Unternehmen weiteres Wagniskapital in Höhe von 25 Millionen US-Dollar von Andreessen Horowitz sowie sechs Millionen US-Dollar von Union Square Ventures und Ribbit Capital, wodurch sich die gesamte Finanzierung auf 31 Millionen US-Dollar erhöhte.
Im Januar 2015 hatte Coinbase in einer weiteren Finanzierungsrunde rund 75 Millionen US-Dollar von Draper Fisher Jurvetson, der New York Stock Exchange und mehreren Banken eingesammelt. Diese Investition war zu dem damaligen Zeitpunkt die erste größere Investition von traditionellen Finanzunternehmen in ein Unternehmen, das im Bereich Kryptowährungen aktiv ist.
Ebenfalls im Januar 2015 erhielt Coinbase als erstes Unternehmen die staatliche Zulassung durch US-Behörden, in etwa der Hälfte der US-Bundesstaaten eine Handelsplattform für Bitcoin zu betreiben. Der Bitcoin-Kurs stieg prompt an. Die Winklevoss-Zwillinge Cameron und Tyler Winklevoss, die unter anderem durch ihre gewonnene Klage gegen Mark Zuckerberg bekannt sind, hatten nur wenige Tage zuvor angekündigt, ebenfalls eine lizenzierte Bitcoin-Börse mit dem Namen Gemini zu gründen. Zu dem damaligen Zeitpunkt (Januar 2015) verwaltete Coinbase etwa 2,1 Millionen virtuelle Geldbörsen, sogenannte Cyberwallets, von Kunden.
Im Dezember forderte die US-amerikanische Bundessteuerbehörde IRS das Unternehmen auf, sämtliche Identitäten steuerpflichtiger US-Bürger offenzulegen und Dokumente über ihre Transaktionen vorzulegen. Anlass dafür war die Aufdeckung von drei Fällen der Steuerhinterziehung mit Kryptogeld in den Vereinigten Staaten. Der IRS hegt den Verdacht, weitere Nutzer könnten Kryptowährungen verwenden, um steuerpflichtiges Einkommen am Fiskus vorbeizuschleusen. Nach eigenen Angaben hatte Coinbase im Dezember 2016 weltweit 4,9 Millionen Kunden, wovon wahrscheinlich ein großer Teil auf die USA entfiel.
Mit Stand von Mai 2017 hat Coinbase laut TechCrunch insgesamt 117 Millionen US-Dollar von Investoren eingesammelt.
Nach dem Bitcoin Hard-Fork am 1. August 2017 und der Abspaltung von Bitcoin Cash erklärte das Unternehmen am 3. August, Abhebungen und Auszahlungen der damit neu entstandenen Kryptowährung Bitcoin Cash entgegen vorherigen Verlautbarungen doch ausführen zu wollen.
Der Wert von Coinbase wurde Anfang August 2017 mit 1,6 Milliarden US-Dollar angegeben. Coinbase hat als erstes Kryptowährungs-Unternehmen die Bewertung von 1 Milliarde US-Dollar überschritten und gilt somit als erstes „crypto unicorn“.
Anfang Juni 2018 eröffnete Coinbase einen Sitz in Japan. Dort arbeitet das Unternehmen eng mit der japanischen Finanzaufsicht (FSA) zusammen, um die japanischen Gesetze jederzeit einzuhalten.
Im November 2019 beteiligte sich Coinbase zusammen mit Galaxy Digital, Winklevoss Capital, Kindred Ventures, SV Angel, Animoca Brands, Signia Ventures und Bobby Goodlatte an einer Seed Investmentrunde in Höhe von 3,5 Millionen $ an Bitski.
Im April 2021 ging Coinbase an die Börse (Nasdaq:COIN / ISIN US19260Q1076).
Im Juni 2021 erhielt Coinbase in Deutschland als Erstes die Erlaubnis zum Erbringen des Kryptoverwahrgeschäfts und für den Eigenhandel der Bundesanstalt für Finanzdienstleistungsaufsicht (BaFin). Seit August 2021 ist die Coinbase Germany GmbH offiziell in Deutschland tätig.
Seit dem 19. Oktober 2021 ist Coinbase Sponsor der US-Basketball-Liga NBA sowie weiterer verwandter Ligen.
Anfang Juni 2023 wurde bekannt, dass die US-amerikanische Börsenaufsicht mit Klagen gegen Coinbase vorgeht. Dem Unternehmen wird vorgeworfen, illegal tätig zu sein, ohne sich zuvor bei der Aufsichtsbehörde registriert zu haben.
Anfang Juli 2024 erhielt Coinbase den Zuschlag des US Marshals Service zur Verwaltung von durch Strafverfolgungsbehörden beschlagnahmter Kryptowährungen.

## Produkte
Coinbase hat zwei Hauptprodukte: Die Global Digital Asset Exchange (Abkürzung GDAX, ehemals Coinbase Exchange) als Börse und professionelle Handelsplattform für Kryptowährungen, sowie eine Endkunden-Handelsplattform mit Cyberwallet für Kryptowährungen. Zusätzlich wird eine Programmierschnittstelle für Entwickler und Verkäufer angeboten, um externe Programme an Coinbase anzubinden sowie automatisierten Zahlungsverkehr durchzuführen.
Über Coinbase können sowohl durch GDAX als auch durch die Endkunden-Handelsplattform die Kryptowährungen Bitcoin, Ethereum und Litecoin in den offiziellen Währungen US-Dollar, Euro und britische Pfund gehandelt werden. Auch der Handel mit den Kryptowährungen untereinander ist möglich. Das Cyberwallet ermöglicht es, erworbene Währungen auf den Servern von Coinbase zu speichern und aufzubewahren (sogenannte „safe storage“).
Im Oktober 2021 wurde ein Marktplatz für NFTs angekündigt. Anfang 2022 schloss Coinbase eine Partnerschaft mit Mastercard.

## Kritik
Nutzer kritisierten mehrmals, dass die Handelsplattform von Coinbase teilweise kurzzeitig nicht erreichbar sei. So brachen die Server der Handelsplattformen von Coinbase und GDAX beispielsweise im Mai 2017 unter der mit unerwartet hoher Handels- und Traffic-Volumina verbundenen Last zusammen und waren kurzzeitig nicht erreichbar. Im Juni 2017 wurde der Handel von Ethereum an zahlreichen großen Börsen, darunter auch Coinbase, aufgrund eines plötzlichen, rapiden Preisverfalls für kurze Zeit ausgesetzt. Nachdem der Handel wieder freigegeben wurde, erholte sich der Kurs schnell. Coinbase kündigte an, Nutzer entschädigen zu wollen, die aufgrund des ausgesetzten Handels Verluste erlitten hatten.
Im August 2017 schrieb die Frankfurter Allgemeine Zeitung, dass Coinbase zuletzt in der Kritik stand, weil der Service deutlich nachgelassen haben soll. Coinbase kündigte prompt an, weiteres Geld in die Verbesserung des Service investieren zu wollen.
Am 11. Januar 2018 fiel die Bitcoin-Auszahlung aus, dabei wurden alle ausstehenden Transaktionen in der Blockchain aufgearbeitet, mit der Wiederaufnahme der Auszahlungen stieg die Warteschlange innerhalb kurzer Zeit wieder an. Dadurch, dass Coinbase weder SegWit noch gebündelte Auszahlungen unterstützt, verbraucht jede Transaktion mehr Platz in der Blockchain. Coinbase kündigte daraufhin an, an SegWit und gebündelten Transaktionen zu arbeiten.